# Laura Pihlajamäki
Laura Pihlajamäki est une joueuse finlandaise de volley-ball née le 15 août 1990 à Alahärmä. Elle mesure 1,92 m et joue au poste de centrale. Elle totalise 9 sélections en équipe de Finlande.

## Clubs
| Club               | De        | À         |
| ------------------ | --------- | --------- |
| LP Kangasala       | 2006-2007 | 2006-2007 |
| Vanajan RC         | 2007-2008 | 2008-2009 |
| Hämeenlinnan PK    | 2009-2010 | 2009-2010 |
| VC Stuttgart       | 2010-2011 | 2010-2011 |
| Hämeenlinnan PK    | 2011-2012 | 2012-2013 |
| Schweriner SC      | 2013-2014 | 2013-2014 |
| LP Viesti Salo     | 2014-2015 | 2014-2015 |
| CSM Bucureşti      | 2015-2016 | 2015-2016 |
| Volley-Ball Nantes | 2016-2017 | 2017-2018 |
| 1. VC Wiesbaden    | 2018-2019 | 2018-2019 |
| CS Știința Bacău   | 2019-2020 | …         |

## Palmarès

### Équipe nationale
- Ligue européenne
  - Finaliste : 2017.

### Clubs
- Championnat de Finlande
  - Vainqueur : 2008, 2015.
- Coupe de Finlande
  - Vainqueur : 2014.
  - Finaliste : 2009.
- Coupe d'Allemagne
  - Vainqueur :2011.
- Challenge Cup
  - Vainqueur : 2016.
- Coupe de Roumanie
  - Finaliste : 2016.

### Distinctions individuelles
- Ligue d'or européenne 2018 : Meilleure centrale[3].